# Yusra Mardini
Pour les articles homonymes, voir Mardini.
Yusra Mardini, née le 5 mars 1998 à Damas en Syrie, est une nageuse syrienne. Échappée de son pays durant la guerre civile syrienne avec sa sœur Sara, elle demande l'asile politique en Allemagne et concourt aux Jeux olympiques d'été de 2016 dans une équipe d'athlètes réfugiés. Elle devient l'année suivante Ambassadrice de bonne volonté auprès du Haut Commissariat des Nations unies pour les réfugiés.

## Biographie
Yusra Mardini naît le 5 mars 1998 à Damas, la capitale syrienne. En 2015, avec sa sœur Sarah, de deux ans son aînée, elle fuit la Syrie en guerre, par Beyrouth, Istanbul et Izmir, avant d’embarquer pour Lesbos. Le bateau devant les mener à cette île étant tombé en panne dans la nuit, les deux sœurs ainsi qu'une troisième femme, seules personnes à bord sachant nager sur les vingt passagers, se mettent à l'eau pour pousser et tirer l'embarcation durant trois heures jusqu'au rivage,,.
Yusra demande et reçoit l'asile politique en Allemagne, ainsi que sa sœur, puis son père qui y rejoint ses filles. Elle s'entraîne alors au Wasserfreunde Spandau 04, sous la direction de Sven Spannekrebs pour les Jeux olympiques de Rio, où elle ambitionne de s'inscrire en tant qu'athlète réfugiée, sous la bannière olympique,. Elle est présélectionnée par le CIO et cherche à s'inscrire en 200 mètres nage libre, épreuve pour laquelle elle doit néanmoins progresser afin de passer sous le seuil éliminatoire de 2 min 03 s, son meilleur temps (en mars 2016) n'étant que de 2 min 10 s,. En juin, elle est retenue au sein de l'équipe des dix athlètes réfugiés pour Rio.
En parallèle de son entraînement sportif, la jeune fille est scolarisée en Allemagne, tandis que sa sœur Sarah devient bénévole dans des associations d'aide aux réfugiés, en particularité pour le sauvetage en Méditerranée,,.
Le 27 avril 2017, à Genève en Suisse, Yusra Mardini est nommée ambassadrice de bonne volonté par le Haut Commissariat des Nations unies pour les réfugiés. Elle devient ainsi la plus jeune ambassadrice à l'Organisation des Nations unies.
Pour les Jeux olympiques d'été de 2020, elle est nommée porte-drapeau lors de la cérémonie d'ouverture pour l'équipe olympique des réfugiés.

## Palmarès
Mardini remporte sa série des 100 m papillon aux Jeux olympiques d'été de Rio de Janeiro d'août 2016 mais son temps est insuffisant pour lui permettre d'accéder aux demi-finales. Elle est également éliminée en séries du 100 mètres nage libre lors de ces Jeux.

## Fiction

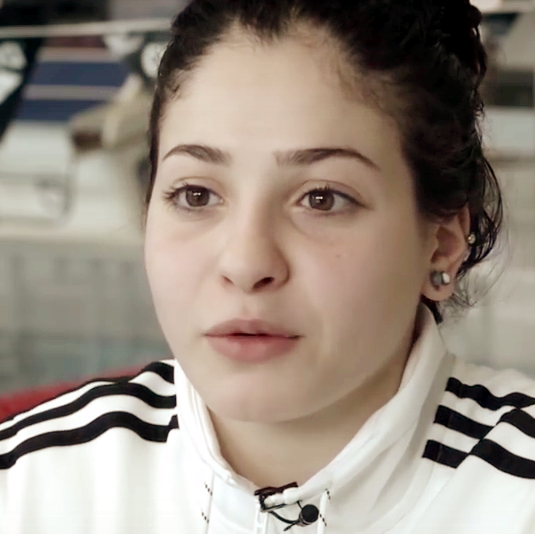
Yusra Mardini

Sarah et Yusra Mardini sont le sujet du film Les Nageuses, diffusé sur Netflix en 2022. La fiction, basée sur leur histoire, est réalisée par Sally El Hosaini et produite par Stephen Daldry. Les Nageuses retrace leur trajectoire depuis l'exil, le sauvetage effectué à l'arrivée en Grèce, l'ascension vers les Jeux olympiques de Yusra.  Le « cauchemar » judiciaire de Sarah, poursuivie, aux côtés d'autres bénévoles, par la justice grecque dans le cadre de ses activités bénévoles auprès d’une ONG locale de sauvetage sur l’île de Lesbos ne fait pas partie de cette fiction ,,.
Elle est aussi l'une des héroïnes de la BD "Nées Rebelles : jeunes filles au poing levé", de Fabien Morin, Laurent Hopman et GIJE, parue en 2023 aux éditions Deman.

## Œuvres
En 2019, Yusra Mardini publie un récit autobiographique qui relate son parcours, Butterfly :
Yusra Mardini (trad. de l'anglais par Guillaume Fournier), Butterfly, Paris, Pocket Jeunesse, 2019, 368 p. (ISBN 978-2-266-28911-5, lire en ligne)